# Awatary Wisznu

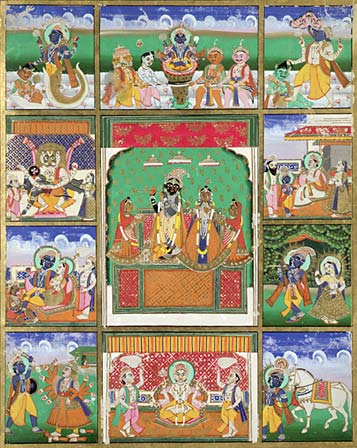
Dziesięć awatar Wisznu – od lewego górnego rogu, zgodnie z ruchem wskazówek zegara: Matsja, Kurma, Waraha, Wamana, Kryszna, Kalkin, Budda, Paraśurama, Rama, Narasinha (w środku Kryszna)

Awatary Wisznu – wg wierzeń hinduizmu – kolejne wcielenia boga Wisznu.
Zgodnie z treścią świętych ksiąg hinduizmu, Wisznu wielokrotnie pojawiał się na Ziemi w postaci awatarów, które interweniowały i zmieniały losy świata. Ich zasadniczym celem było m.in. ocalenie świata, przywrócenie zasad religijnych i zwalczanie demonów. Awatary te miały mieć charakter bezpośredni – kiedy Wisznu pojawił się w świecie materialnym, osobiście lub przez swe osobiste pełne ekspansje, inkarnacje takie określane są jako amśa, kala, guna, juga i manwantara, lub pośredni – gdy na polecenie Wisznu pojawiali się w tym świecie jego towarzysze; inkarnacje takie określane są jako śaktjaweśa.

## Awatary
1. purusza-awatary,
2. lila-awatary,
3. guna-awatary,
4. manwantara-awatary,
5. juga-awatary,
6. śaktjaweśa-awatary.

### Juga Awatary
- w satjajudze jest koloru białego;
- w tretajudze jest koloru czerwonego,
- w dwaparajudze jest czarniawy,
- w kalijudze jest również czarniawy, ale czasami, w szczególnych kalijuga, przyjmuje kolor żółtawy (jak w przypadku Ćajtanja Mahaprabhu).

### Manwantara Awatary
1. Jadźnia,
2. Wibhu,
3. Satjasena,
4. Hari,
5. Waikuntha,
6. Adźita,
7. Wamana,
8. Sarwabhauma,
9. Riśabha,
10. Wiswakena,
11. Dharmasetu,
12. Sudhama,
13. Jogeśwara,
14. Brhadbhanu.

Spośród tych czternastu manwantara-awatarów Jadźnia i Wamana są również lila-awatarami, tych czternastu manwantara-awatarów nazywa się także waibhawa-awatara.

### Śaktjaweśa awatary
- pośrednie
- bezpośrednie

Kiedy Wisznu przychodzi osobiście, jest on zwany sakśat, czyli bezpośrednim śaktjaweśa-awatarem, a kiedy upełnomocnia jakąś żywą istotę, aby go reprezentowała, to ta żywa istota jest zwana inkarnacją pośrednią, czyli aweśa.
Przykładami awatarów pośrednich są czterej Kumarowie, Narada, Prithu i Paraśurama. Są to w rzeczywistości żywe istoty, ale otrzymały one szczególną moc od Wisznu. Kiedy Wisznu wyposaża jakieś istoty w szczególną siłę czy bogactwo, są one wówczas zwane aweśa-awatarami. Czterej Kumarowie szczególnie reprezentują moc wiedzy Wisznu, a Narada reprezentuje służbę oddania dla Wisznu. Służba oddania jest również reprezentowana przez Ćajtanję, który jest uważany za pełną reprezentację służby oddania. Brahma został wyposażony w moc stwarzania, a król Prithu w moc utrzymywania żywych istot. Podobnie, Paraśurama został obdarzony mocą unicestwiania elementów zła.

### Kalpa Awatary

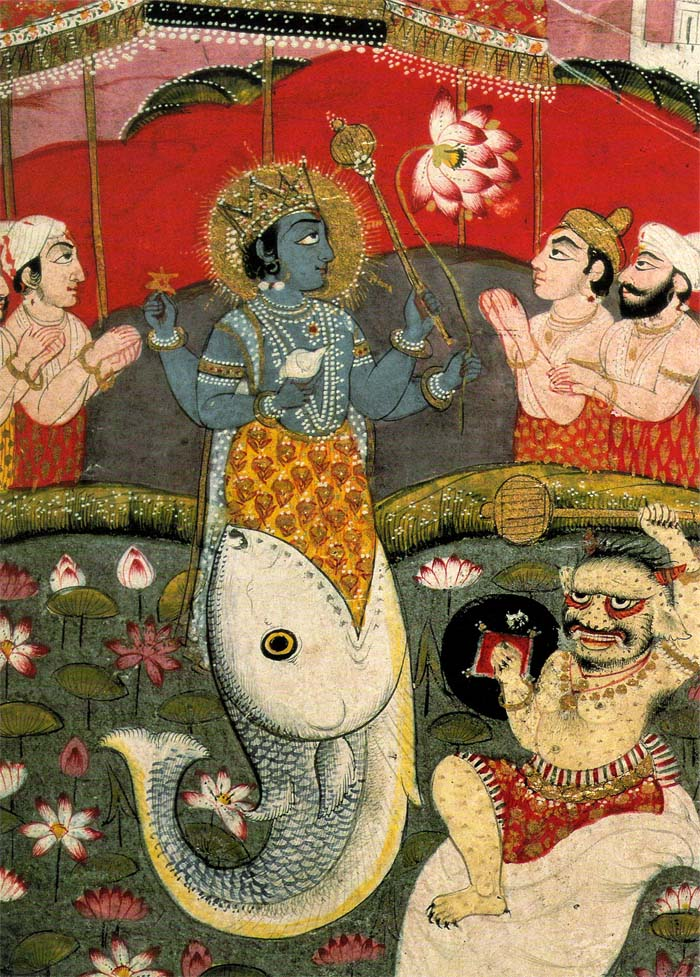
Matsja. Pierwszy awatar Wisznu

Dziesięć najbardziej znanych awatar Wisznu, czyli Daśawatara, opisuje Garudapurana (1.86.10-11). Pojawiając się w ciągu jednego dnia Brahmy zwane są Kalpa-awatarami

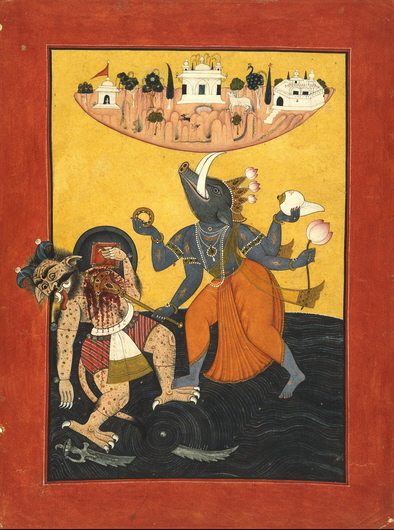
Waraha

Pojawiają się kolejno:

#### W okresie „satjajuga”
1. Matsja – pod postacią ryby
2. Kurma – pod postacią żółwia
3. Waraha – pod postacią dzika
4. Narasinha – pod postacią pół człowieka, pół lwa

#### W okresie „tretajuga”
5. Wamana – pod postacią karła
6. Paraśurama – pod postacią człowieka
7. Rama – pod postacią księcia Ajodhji

#### W okresie „dwaparajuga”
8. Kryszna – pod postacią człowieka, urodzonego w rodzinie pasterzy krów, który w przyszłości zostaje władcą

#### W okresie „kalijuga”
9. Budda – pod postacią człowieka, jednak część hinduistów uważa, że dziewiątym awatarem był Balarama (który zstąpił na Ziemię razem z Kryszną)
10. Kalkin – pod postacią jeźdźca (na białym koniu), którego przyjście ma zwiastować koniec obecnej kali jugi; ma to nastąpić około 427 000 roku n.e.
Zdecydowanie najbardziej czczeni spośród wyżej wymienionych awatar są Rama i Kryszna.

### Lila Awatary
22 najważniejsze awatary Wisznu (ogólna liczba awatarów jest nieskończona):
1. Ćatursana (Czterej Synowie Brahmy)
2. Waraha (Dzik)
3. Narada Muni (Wędrowny Mędrzec)
4. Nara-Narajana (Bliźnięta)
5. Kapila
6. Dattatreja (awatara Trimurti)
7. Jadźna (Wisznu w roli Indry)
8. Ryszabha (Ojciec króla Bharaty)
9. Prythu (Król, który uczynił Ziemię piękną i atrakcyjną)
10. Matsja (Ryba)
11. Kurma (Żółw)
12. Dhanwantari (Ojciec Ajurwedy)
13. Mohini (Urzekająca Kobieta)
14. Narasinha (Człowiek-Lew)
15. Wamana (Karzeł)
16. Paraśurama (Rama z toporem)
17. Wjasa (Twórca Wed)
18. Ramaćandra (Król Ajodhji)
19. Balarama (starszy brat Kryszny)
20. Kryszna (Pasterz-Król)
21. Budda Siakjamuni (Zwodziciel)
Ponadto wymienione są jeszcze trzy awatary:
1. Priśnigarbha (Syn Priśni)
2. Hajagriwa (Koń)
3. Hansa (Łabędź)
Pośród tych inkarnacji, inkarnacja Hamsa i Mohini nie są wiecznymi, natomiast Kapila, Dattatreja, Riśabha, Dhanwantari i Wjasa są pięcioma wiecznymi formami.
Gaudija wisznuizm, opierając się na interpretacji powyższego tekstu oraz Puran i Mahabharaty, twierdzi, że Ćajtanja Mahaprabhu (prorok i wizjoner z XV w.) jest również awatarem Wisznu (a właściwie Kryszny); określany jest jako „Złoty Awatara” (Gauranga).